# Jegălia (gmina)
Jegălia – gmina w Rumunii, w okręgu Călărași. Obejmuje miejscowości Gâldău, Iezeru i Jegălia. W 2011 roku liczyła 4229 mieszkańców. 